# Sill
Sill je řeka v Rakousku ve spolkové zemi Tyrolsko, je pravým přítokem řeky Inn a je dlouhá 42 km.

## Popis
Řeka pramení v Zillertalských Alpách na Hlavním hřebenu Alp jihovýchodně od Brennerského průsmyku. Prameniště se nachází v oblasti Griesbergalm v obci Gries am Brenner pod Wildseespitze (2733 m n. m.) v nadmořské výšce přes 2300 m. Protéká jezerem Brennersee a směřuje na sever údolím Wipptal. Ještě před vtokem do řey Inn nedaleko Innsbrucku řeka Sill vytvořila během staletí rokli, která sahá od Gärberbach (část Mutters) pod Bergisel. V údolí Innu řeka Sill vytvořila náplavový kužel a posunula tok řeky Inn pod úpatí hory Nordkette.
U ústí v místě Sillzwickel je rekreační oblast.
Nejdůležitějším přítokem je řeka Ruetz (levý přítok), který přitéká z údolí Stubai, a je dlouhý 32 km s povodím o rozloze 321 km².
Podél toku vedou dvě důležité alpské komunikační trasy: železnice (Brennerbahn) a silnice (Brennerautobahn).

### Data
Řeka Sillmá rozlohu povodí 854,8 km², z čehož (od roku 2006) bylo zaledněných 28,1 km² (3,3%). Nejvyšší bod v povodí je Zuckerhütl (3507 m n. m.). Průměrná výška povodí Sill je 1900 metrů, 50% povodí je nad touto hodnotou. Průměrný průtok na úrovni Innsbruck-Reichenau je 24,5 m³ / s. Odtokový režim s maximem v červnu a minimem v únoru je typický pro horskou řeku bez výrazného ledovcového vlivu, dominuje ji tající sníh ve vyšších oblastech povodí. Po dvou dnech intenzivního deště 6. srpna 1985 byla zaznamenána největší povodňová událost s maximálním průtokem 358 m³ / s na úrovni Innsbruck-Reichenau.

### Využití
Ve 12. století byl vybudován kanál od jezu Sillfall ve Wiltenu, který se vrací zpět u mostu v obci Pradler. Voda sloužila jako zdroj energie pro pily, obilné mlýny, mlýny na výrobu kávoviny a pohon hamrů. Ještě v roce 1926 bylo na kanále dvacet podniků.
Na řece se nacházejí především malé vodní elektrárny na horním toku v Gries am Brenner, v elektrárně Brennerwerk v Matrei am Brenner, ellektrárna Obere Sill a Unterem Sill.